# 贾巴利亚难民营
贾巴利亚难民营（阿拉伯语：‎）是聯合國在1948年以色列獨立戰爭後建立的一个巴勒斯坦難民營。儘管它的名字如此，但它現在是位於加沙地带北加沙省贾巴利亚以北3（1.9英里）處的城市群。 它是巴勒斯坦領土上最大的難民營，有超過10萬居民。

## 历史
賈巴利亞難民營位於加沙地带北加沙省。据巴勒斯坦中央統計局统计，2017年贾巴利亚难民营人口为49,462人。然而，2002年6月30日，戶籍人口為103,646人。 难民营位於加沙地带北端，靠近以色列邊境和一個同名村莊。 營地佔地僅1.4平方公里，是加沙地带人口最稠密的地區之一。 1987年12月，第一次巴勒斯坦大起義在賈巴利亞爆發。 該營地是以色列-巴勒斯坦衝突中暴力事件的發生地。 它也被認為是哈馬斯運動的主要據點。 該難民營是巴勒斯坦境內最大的難民營。

### 2014年
2014年加沙戰爭期间，聯合國近東巴勒斯坦難民救濟和工程處設在贾巴利亚难民营的一所学校遭到以色列炮兵袭击，造成至少15名巴勒斯坦人死亡。 

### 2023年
以色列—哈馬斯戰爭期間，贾巴利亚难民营市场遭到空袭，造成数十人死亡。